# 25978 Katerudolph
25978 Katerudolph este un asteroid din centura principală de asteroizi.

## Descriere
25978 Katerudolph este un asteroid din centura principală de asteroizi. A fost descoperit pe 18 martie 2001 la Socorro, New Mexico, în cadrul proiectului LINEAR. Asteroidul prezintă o orbită caracterizată de o semiaxă mare de 2,77 ua, o excentricitate de 0,08 și o înclinație de 8,7° în raport cu ecliptica.